# C18H24N2O2
化学式C18H24N2O2（摩尔质量：300.402 g/mol）可能指：
- RAC 421-II，CAS号：139085-58-8
- 4,4'-(1,6-己二氧基)二苯胺，CAS号：47244-09-7

|  | 这个同类索引页列出了具有相同分子式的化学物（即同分異構體）条目。 除非您是有意链接至本页，否则应将相应条目的内部链接指向正确的条目。 |